# Organización Deportiva Panamericana
La Organización Deportiva Panamericana (en portugués: Organização Desportiva Pan-Americana, en inglés: Pan American Sports Organization, en francés: Organisation Sportive Panaméricaine, en neerlandés: Pan-Amerikaanse Sportorganisatie), conocida también como ODEPA y Panam Sports, es una organización creada en 1940 que reúne los Comités Olímpicos Nacionales de América. Sus objetivos son fortalecer los vínculos de unión y amistad de los países americanos por medio del deporte y los principios del movimiento olímpico. Sus idiomas oficiales son el español y el inglés. Su sede está en Ciudad de México y posee oficinas en Miami y Santiago de Chile. Su lema es «América, Espíritu, Deporte, Fraternidad». Es una de las cinco organizaciones continentales que conforman la Asociación de Comités Olímpicos Nacionales.
Sus antecedentes están en el Congreso Deportivo Panamericano (Buenos Aires, 28-31 de agosto de 1940), que se constituyó para organizar y administrar los primeros Juegos Panamericanos, originalmente programados para 1942, pero pospuestos hasta 1951.

## Estados miembros
Panam Sports cuenta con la afiliación de 41 Comités Olímpicos Nacionales de América.
| N.º | País                                 | Código | Nombre                                                 | Debut en los Juegos Panamericanos |
| --- | ------------------------------------ | ------ | ------------------------------------------------------ | --------------------------------- |
| 1   | Antigua y Barbuda                    | ANT    | Asociación Olímpica de Antigua y Barbuda               | 1979                              |
| 2   | Argentina                            | ARG    | Comité Olímpico Argentino                              | 1951                              |
| 3   | Aruba                                | ARU    | Comité Olímpico Arubano                                | 1987                              |
| 4   | Bahamas                              | BAH    | Bahamas Olympic Association                            | 1955                              |
| 5   | Barbados                             | BAR    | Barbados Olympic Association                           | 1963                              |
| 6   | Belice                               | BIZ    | Belize Olympic and Commonwealth Games Association      | 1967                              |
| 7   | Bermudas                             | BER    | Bermuda Olympic Association                            | 1967                              |
| 8   | Bolivia                              | BOL    | Comité Olímpico Boliviano                              | 1967                              |
| 9   | Brasil                               | BRA    | Comitê Olímpico Brasileiro                             | 1951                              |
| 10  | Canadá                               | CAN    | Canadian Olympic Committee / Comité olympique canadien | 1955                              |
| 11  | Chile                                | CHI    | Comité Olímpico de Chile                               | 1951                              |
| 12  | Colombia                             | COL    | Comité Olímpico Colombiano                             | 1951                              |
| 13  | Costa Rica                           | CRC    | Comité Olímpico de Costa Rica                          | 1951                              |
| 14  | Cuba                                 | CUB    | Comité Olímpico Cubano                                 | 1951                              |
| 15  | Dominica                             | DMA    | Dominica Olympic Committee                             | 1995                              |
| 17  | Ecuador                              | ECU    | Comité Olímpico Ecuatoriano                            | 1951                              |
| 18  | El Salvador                          | ESA    | Comité Olímpico de El Salvador                         | 1951                              |
| 19  | Estados Unidos                       | USA    | United States Olympic & Paralympic Committee           | 1951                              |
| 20  | Granada                              | GRN    | Grenada Olympic Committee                              | 1987                              |
| 21  | Guatemala                            | GUA    | Comité Olímpico Guatemalteco                           | 1951                              |
| 22  | Guyana                               | GUY    | Guyana Olympic Association                             | 1959                              |
| 23  | Haití                                | HAI    | Comité Olympique Haïtien                               | 1951                              |
| 24  | Honduras                             | HON    | Comité Olímpico Hondureño                              | 1975                              |
| 25  | Islas Caimán                         | CAY    | Cayman Islands Olympic Committee                       | 1987                              |
| 27  | Islas Vírgenes Británicas            | IVB    | British Virgin Islands Olympic Committee               | 1983                              |
| 26  | Islas Vírgenes de los Estados Unidos | ISV    | U.S. Virgin Islands Olympic Committee                  | 1967                              |
| 28  | Jamaica                              | JAM    | Jamaica Olympic Association                            | 1951                              |
| 29  | México                               | MEX    | Comité Olímpico Mexicano                               | 1951                              |
| 30  | Nicaragua                            | NCA    | Comité Olímpico Nicaragüense                           | 1951                              |
| 31  | Panamá                               | PAN    | Comité Olímpico de Panamá                              | 1951                              |
| 32  | Paraguay                             | PAR    | Comité Olímpico Paraguayo                              | 1951                              |
| 33  | Perú                                 | PER    | Comité Olímpico Peruano                                | 1951                              |
| 34  | Puerto Rico                          | PUR    | Comité Olímpico de Puerto Rico                         | 1955                              |
| 16  | República Dominicana                 | DOM    | Comité Olímpico Dominicano                             | 1955                              |
| 35  | San Cristóbal y Nieves               | SKN    | St. Kitts and Nevis Olympic Association                | 1995                              |
| 36  | San Vicente y las Granadinas         | VIN    | Saint Vincent & The Grenadines Olympic Committee       | 1991                              |
| 37  | Santa Lucía                          | LCA    | Saint Lucia Olympic Committee                          | 1995                              |
| 38  | Surinam                              | SUR    | Surinaams Olympisch Comité                             | 1983                              |
| 39  | Trinidad y Tobago                    | TRI    | Trinidad and Tobago Olympic Committee                  | 1951                              |
| 40  | Uruguay                              | URU    | Comité Olímpico Uruguayo                               | 1951                              |
| 41  | Venezuela                            | VEN    | Comité Olímpico Venezolano                             | 1951                              |

- El Comité Olímpico de las Antillas Neerlandesas fue miembro hasta la disolución de las Antillas Neerlandesas en 2010.

## Presidentes
| N.º | Periodo                      | Nombre                           | País           |
| --- | ---------------------------- | -------------------------------- | -------------- |
| 1   | 1940-1948                    | Avery Brundage                   | Estados Unidos |
| 2   | 1948-1951                    | José María de Jesús Clark Flores | México         |
| 3   | 1951-1955                    | Douglas Fergusson Roby           | Estados Unidos |
| 4   | 1955-1971                    | José María de Jesús Clark Flores | México         |
| 5   | abr.-jun. de 1971 (interino) | Sylvio de Magalhaes Padilha      | Brasil         |
| 6   | 1971-1975                    | José Beracasa Amran              | Venezuela      |
| 7   | 1975-2015                    | Mario Vázquez Raña               | México         |
| 8   | 2015 (interino)              | Ivar Sisniega Campbell           | México         |
| 9   | 2015-2017                    | Julio César Maglione             | Uruguay        |
| 10  | 2017-en el cargo             | Neven Ilic Álvarez               | Chile          |

Países miembros de la Organización Deportiva Panamericana

Entre 1940-1955 eran presidentes del Congreso Deportivo Panamericano.

## Ediciones de los Juegos Panamericanos
| Juegos | Sede              | Año  |
| ------ | ----------------- | ---- |
| I      | Buenos Aires      | 1951 |
| II     | Ciudad de México  | 1955 |
| III    | Chicago           | 1959 |
| IV     | São Paulo         | 1963 |
| V      | Winnipeg          | 1967 |
| VI     | Cali              | 1971 |
| VII    | Ciudad de México  | 1975 |
| VIII   | San Juan          | 1979 |
| IX     | Caracas           | 1983 |
| X      | Indianápolis      | 1987 |
| XI     | La Habana         | 1991 |
| XII    | Mar del Plata     | 1995 |
| XIII   | Winnipeg          | 1999 |
| XIV    | Santo Domingo     | 2003 |
| XV     | Río de Janeiro    | 2007 |
| XVI    | Guadalajara       | 2011 |
| XVII   | Toronto           | 2015 |
| XVIII  | Lima              | 2019 |
| XIX    | Santiago de Chile | 2023 |
| XX     | Lima              | 2027 |

## Himno
Hasta 2008 fue un himno no oficial de la Panam Sports, dado que la mayoría de los últimos Juegos Panamericanos utilizaron sus propios himnos (o el Himno Olímpico). El nuevo himno de la ODEPA fue compuesta por Miguel Ángel González, y con arreglos de Mateo Oliva, y fue declarado oficial en 2008. El himno fue cantado por primera vez en los Juegos Panamericanos de 2011, que se realizaron en Guadalajara, México.

## Otras organizaciones deportivas de América
- Organización Deportiva Bolivariana (ODEBO 1938)
- Organización Deportiva Centroamericana y del Caribe (ODECABE)
- Organización Deportiva Centroamericana (ORDECA 1972)
- Organización Deportiva Suramericana (ODESUR 1976)
- Comité Paralímpico de las Américas